# Antispyware
Antispyware je programska podrška za otkrivanje i uklanjanje programske podrške za špijuniranje korisnika.

## Usporedi
- freeware
- shareware
- demo
- abandonware
- vaporware
- shovelware (crapware, garbageware)
- adware
- donationware
- otvoreni kod
- nagware
- glossyware
- beerware